# Municipio de Lost Creek (Nebraska)
El municipio de Lost Creek (en inglés: Lost Creek Township) es un municipio ubicado en el condado de Platte en el estado estadounidense de Nebraska. En el año 2010 tenía una población de 517 habitantes y una densidad poblacional de 5,55 personas por km².

## Geografía
El municipio de Lost Creek se encuentra ubicado en las coordenadas 41°31′21″N 97°32′41″O / 41.52250, -97.54472. Según la Oficina del Censo de los Estados Unidos, el municipio tiene una superficie total de 93.21 km², de la cual 93,1 km² corresponden a tierra firme y (0,12 %) 0,11 km² es agua.

## Demografía
Según el censo de 2010, había 517 personas residiendo en el municipio de Lost Creek. La densidad de población era de 5,55 hab./km². De los 517 habitantes, el municipio de Lost Creek estaba compuesto por el 97,87 % blancos, el 0,19 % eran afroamericanos, el 0,97 % eran de otras razas y el 0,97 % eran de una mezcla de razas. Del total de la población el 2,51 % eran hispanos o latinos de cualquier raza.